# میک گامبریل
میک گامبریل (انگلیسی: Mike Gambrill; ۲۳ اوت ۱۹۳۵ – ۸ ژانویهٔ ۲۰۱۱) دوچرخه‌سوار اهل بریتانیا بود.
او در مسابقات کشوری و بین‌المللی در مجموع برندهٔ ۱ مدال برنز شده‌است.